# Die Probe
Die Probe ist eine Kurzgeschichte des deutschen Schriftstellers Herbert Malecha. Sie erschien erstmals im Dezember 1954 in der Wochenzeitung Die Zeit und konnte einen ausgeschriebenen Kurzgeschichtenwettbewerb gewinnen. Im Jahr 1955 folgte die Veröffentlichung in Buchform. Im Mittelpunkt der Kurzgeschichte steht ein untergetauchter, polizeilich gesuchter Straftäter, der versucht, ins normale Leben zurückzufinden. Die Probe blieb das bekannteste Werk Malechas. Als Musterbeispiel einer Kurzgeschichte wird sie häufig im Schulunterricht behandelt.

## Inhalt
Die Kurzgeschichte Die Probe handelt von einem Mann namens Jens Redluff, der polizeilich gesucht wird. Er benutzt einen gefälschten Ausweis auf den Namen Wolters, um nicht erkannt zu werden. Nach drei Monaten im Untergrund wagt er sich zum ersten Mal auf die Straße, um wieder in Kontakt mit dem Leben zu kommen. Zudem will er nach einem Schiff Ausschau halten, mit dem er sich absetzen kann.
Als er beinahe von einem Auto angefahren wird, malt er sich aus, wie die Polizei hätte auf ihn aufmerksam werden können. Er versucht sich zu beruhigen, mit dem Strom der anderen Menschen mitzuschwimmen und lenkt seine Schritte in unbelebte Viertel. In einem Lokal gerät er in eine Ausweiskontrolle der Polizei. Zuerst steigt in Redluff Panik auf, doch als er seinen gefälschten Ausweis vorzeigt, wird er vollkommen ruhig. Die Polizei akzeptiert den Ausweis, und Redluff ist erleichtert, diese Probe bestanden zu haben.
Glücklich schlendert er durch die Stadt und hat nun keine Scheu vor den anderen Menschen mehr. Er fühlt sich ihnen wieder zugehörig und folgt einer jungen Frau, die vor dem Eingang einer Ausstellungshalle ansteht. Nachdem er die Halle betreten hat, steht er plötzlich im Scheinwerferlicht. Er wird als 100.000ster Besucher der Ausstellung beglückwünscht und nach seinem Namen gefragt. Verwirrt und ohne nachzudenken gibt er seinen richtigen Namen preis. Daraufhin nähern sich ihm Polizisten.

## Textanalyse
Die Erzählperspektive in Malechas Kurzgeschichte Die Probe ist überwiegend diejenige einer personalen Erzählsituation aus der Sicht Redluffs. Sie enthält erlebte Rede und inneren Monolog. Die zeitliche Abfolge ist linear und zeitraffend ohne Vorausdeutungen und mit nur wenigen Rückblenden.
Die Sprache ist einfach und knapp. Durch die Reihung von inhaltlich kaum aufeinander bezugnehmenden Sätzen, erzeugt sie beim Leser das Gefühl einer schnell aufeinanderfolgenden Abfolge von Momenten, einer vorwärtsstrebenden, gehetzten Handlung. Malecha setzt oft ungewöhnliche Bilder und Metaphern ein, etwa „ein Knäuel Menschen“, „im Sog der Menge“ und verwendet lautmalerische Verben wie „schrammte“, „hämmern“, „sangen“. Die Sprache erzeugt so mit knappen Mitteln ein großes Maß an Anschaulichkeit.
Der Aufbau der Geschichte ist von Gegensätzen und Kontrasten geprägt. So schlägt in der Kneipe die ruhige, warme, sichere Atmosphäre mit dem Auftauchen der Polizisten in eine kühle und angespannte Stimmung um. Auch im schroffen und unvermittelten Ende der Erzählung bricht die Freude Redluffs schlagartig im Schreck der Erkenntnis ab.
Die Entstehungszeit der Kurzgeschichte in den 1950er Jahren zeigt sich zum Beispiel in der Verwendung des Wortes „Neger“, das laut sprachreif zu dieser Zeit „noch nicht als abwertend bzw. politisch inkorrekt gewertet“ worden sei. Daniela Kaya sah 2013 in dieser Bezeichnung, der Beschreibung und Charakterisierung des Schwarzen in der Geschichte allerdings Beispiele für Alltagsrassismus, der sich noch immer in deutschen Lesebüchern finde.